# Polifonte Puccianti
Polifonte Puccianti (Prato, 1832? – Prato, 1902?) è stato un pallonista italiano.
Fu allievo del grande Antonio Maestrelli che lo ingaggiò nel 1850 quando era ancora molto giovane ma già una stella tra i dilettanti. Era potente e preciso con un fisico forte e ben strutturato, poi giocando in squadra con Maestrelli raffinò la sua tecnica e impostazione di gioco. Fu ingaggiato da squadre di Bologna, Firenze, Roma, Forlì. Oltre le sue esibizioni nelle partite di 3 pallonisti contro 3 e 2 contro 2, restano mitiche nei testi delle statistiche le sue sfide 1 contro 1 in antagonismo proprio con il suo maestro Maestrelli che diedero vita a un dualismo simile alla successiva rivalità ciclistica Bartali-Coppi e diverse altre dello sport italiano.